# Порфірія
Порфірія  — спадкове порушення біосинтезу порфіринів, спричинене ензимопатією, за якої порфірини та порфіриногени накопичуються у різних тканинах організму. Унаслідок дефектів синтезу певних ферментів уропорфірини, копропорфірини та протопорфірини — попередники та побічні продукти синтезу гему — накопичуються в організмі, що призводить до появи специфічних симптомів: фотодерматозів, гемолітичних криз, шлунково-кишкових і нервово-психічних розладів.

## Класифікація
Класифікують порфірінову хворобу відповідно до основних місць синтезу гемоглобіну, в яких проявляються «помилки» метаболізму. Первинне порушення може виникати у печінці (печінкова порфірія (англ. hepatic porphyria)) або у кістковому мозку (еритропоетична порфірія (англ. erythropoietic porphyria)); іноді воно може розвиватись в обох цих органах.
1. Печінкові порфірії:
- порфірія, зумовлена дефіцитом дегідратази амінолевулінової кислоти;
- гостра суміжна порфірія;
- спадкова копропорфірія;
- варієгатна порфірія;
- пізня шкіряна порфірія.

2. Еритропоетичні порфірії:
- вроджена еритропоетична порфірія (хвороба Гюнтера);
- еритропоетична протопорфірія.

За клінічним перебігом хвороби часто порфірії поділяють на гострі форми порфірії та форми, що перебігають переважно з ураженням шкіри (наприклад пізня шкірна порфірія, пов'язана з гепатитом C).